# Piranga escarlata
La piranga escarlata o piranga alanegra (Piranga olivacea) és una espècie d'ocell de la família dels cardinàlids (Cardinalidae) que habita boscos d'Amèrica del Nord criant des de l'est de Dakota del Nord, Manitoba, Ontario, Quebec i Nova Brunswick, cap al sud, per la meitat oriental dels Estats Units fins a Alabama, nord de Geòrgia, Carolina del Sud i Virgínia.